# Cal Baster (el Masroig)
Cal Baster és una obra del Masroig (Priorat) inclosa a l'Inventari del Patrimoni Arquitectònic de Catalunya.

## Descripció
Edifici de planta rectangular, de planta baixa, un pis i golfes, amb façanes al carrer Major i carrer de la Barceloneta i cobert per teulada a una sola vessant. A la façana principal s'obren una porta a la planta baixa, dues finestres al pis i dues més a les golfes. L'element de més interès el constitueix la porta, de pedra, i amb un petit baix relleu a la clau on hi consta la data de 1796.

## Història
L'actual edificació degué substituir, a finals del segle xviii, una construcció anterior. Malgrat les seves reduïdes dimensions, l'elegància de la porta denota una casa amb un cert prestigi, fet que ve accentuat per la seva situació en el context urbà. El segle passat es degué malmetre i, pel que sembla, no fou arranjada fins fa uns quants anys.